# Bukit Timah Nature Reserve
Het Bukit Timah Nature Reserve is een 1,64 km² groot natuurreservaat gelegen in Bukit Timah in het geografisch centrum van het hoofdeiland Singapore van de stadstaat Singapore. Het Bukit Timah Nature Reserve omvat de hellingen van de Bukit Timah Hill, een heuvel van nog geen 164 m hoogte die het hoogste punt van het land vormt. Het reservaat ligt zo'n 12 km ten noordwesten van het stadscentrum van de Central Area.
Ondanks zijn beperkte grootte heeft het reservaat toch een bijzonder groot belang. Het is, samen met het naburige Central Catchment Nature Reserve de habitat van meer dan 840 bloemplanten, en van meer dan 500 soorten fauna. De twee gebieden zijn sinds de herfst van 2013 met elkaar verbonden door de aanleg van een zandlopervormige ecopassage over de Bukit Timah Expressway. Het is het grootste aaneengesloten stuk overgebleven primair regenwoud in Singapore. De ASEAN erkende het reservaat op 18 oktober 2011 omwille van bijzondere biodiversiteit en uitzonderlijke uniciteit als een van de toen 37 ASEAN Heritage Parks die in Zuidoost-Azië werden geïdentificeerd. De twee reservaten zijn ook erkend als Important Bird Area door BirdLife International, onder meer doordat ze een habitat zijn voor de geelkruinbuulbuul en de witbefjunglevliegenvanger.
Het was Nathaniel Cantley, een hoofdopzichter van de botanische tuin van Singapore, die in 1882 door de regering van de Straits Settlements de opdracht kreeg een rapport voor te bereiden over de status van de wouden in de Settlements. Op Cantley's aanbeveling werden meerdere gebieden op het eiland Singapore in de daaropvolgende jaren beschermd als natuurgebied.  Bukit Timah was in 1883 een van de eerste woudreservaten die werd afgebakend. 
De krab johora singaporensis (Singaporese zoetwaterkrab) met IUCN-status kritiek is endemisch voor Bukit Timah. De laatste bandlangoer in het gebied overleed in 1987.